# 隆日
隆日（法語：Longes，法語發音：[lɔ̃ʒ] ⓘ）是法国罗讷省的一个市镇，属于里昂区。

## 地理
隆日（45°30'17"N, 4°41'19"E）面积24.06 平方千米，位于法国奥弗涅-罗讷-阿尔卑斯大区罗讷省，该省份为法国中东部省份，北起顺时针与索恩-卢瓦尔省、安省、里昂大都会、伊泽尔省和卢瓦尔省接壤。
与隆日接壤的市镇（或旧市镇、城区）包括：塔尔塔拉、特雷沃、拉沙佩勒维拉尔、沙托讷夫、帕沃赞、雅雷地区圣克鲁瓦、孔德里约。

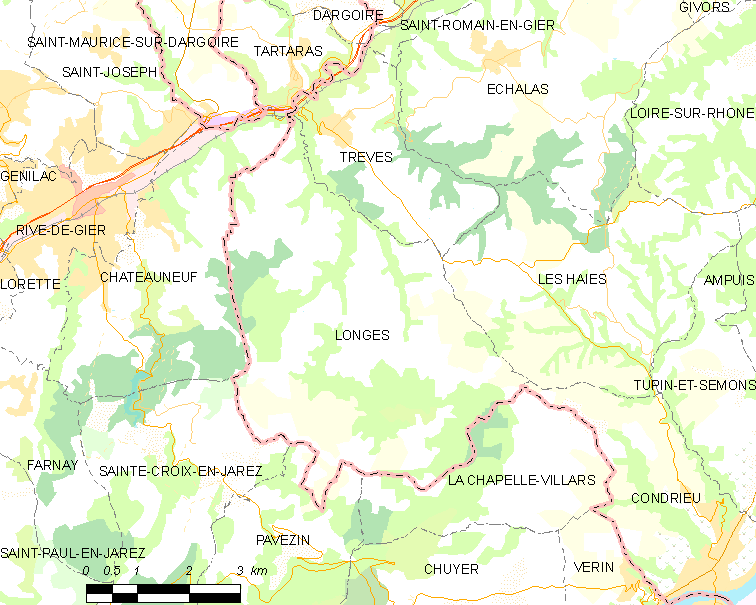
隆日的OSM定位图

隆日的时区为UTC+01:00、UTC+02:00（夏令时）。

## 行政
隆日的邮政编码为69420，INSEE市镇编码为69119。

## 政治
隆日所属的省级选区为莫尔南县。

## 人口

1962-2008年间隆日人口变化图示

隆日于2022年1月1日时的人口数量为951人。